# بوگاتس‌پوستاهازا
بوگاتس‌پوستاهازا (به مجاری:  Bugacpusztaháza) یک منطقهٔ مسکونی در مجارستان است که در ناحیه کیش‌کون‌فِلِدْیْ‌هازا واقع شده‌است. بوگاتس‌پوستاهازا ۴۳ کیلومتر مربع مساحت و ۳۰۸ نفر جمعیت دارد.